# Joseph-François d'Andigné de la Chasse
Pour les autres membres de la famille, voir Famille d'Andigné.
 Joseph-François d'Andigné de la Chasse (né à Rennes le 29 janvier 1724 et mort à Paris le 12 juillet 1806), ecclésiastique, abbé commendataire, fut successivement évêque de Léon puis évêque de Chalon-sur-Saône de 1763 à 1781.

## Biographie
Joseph-François d'Andigné est issu d'une lignée cadette de la famille d'Andigné originaire d'Anjou. Il nait à Rennes, second fils de Jean-René-François d'Andigné de la Châsse (1697 1724) et de Marguerite-Françoise d'Andigné de Kermagaro. 
Il est vicaire général de l'archidiocèse de Rouen lorsqu'il est désigné comme évêque de Léon en 1763 ; il est confirmé le 18 juillet et consacré le 21 août suivant par Christophe de Beaumont, archevêque de Paris. En 1772, il est nommé évêque de Chalon-sur-Saône ; il est confirmé le 7 septembre. Aumônier de la reine il devient également le 4 avril 1773 le dernier abbé commendataire de Notre-Dame-et-Saint-Laurent d'Eu. Du fait d'infirmités précoces, il doit se démettre de son siège épiscopal en 1781 mais il conserve sa commende jusqu'à la Révolution française. Un moment arrêté, il n'émigre cependant pas et meurt à Paris le 12 juillet 1806.